# Lochovice (stacja kolejowa)
Lochovice – stacja kolejowa w miejscowości Lochovice, w kraju środkowoczeskim, w Czechach. Znajduje się na linii kolejowej Zdice - Protivín. Położona jest na wysokości 320 m n.p.m.
Na stacji nie ma możliwości zakupu biletu, a obsługa podróżnych odbywa się w pociągu. 

## Linie kolejowe
- 172 Zadní Třebaň – Lochovice
- 200 Zdice – Protivín